# Philip Pearsall Carpenter

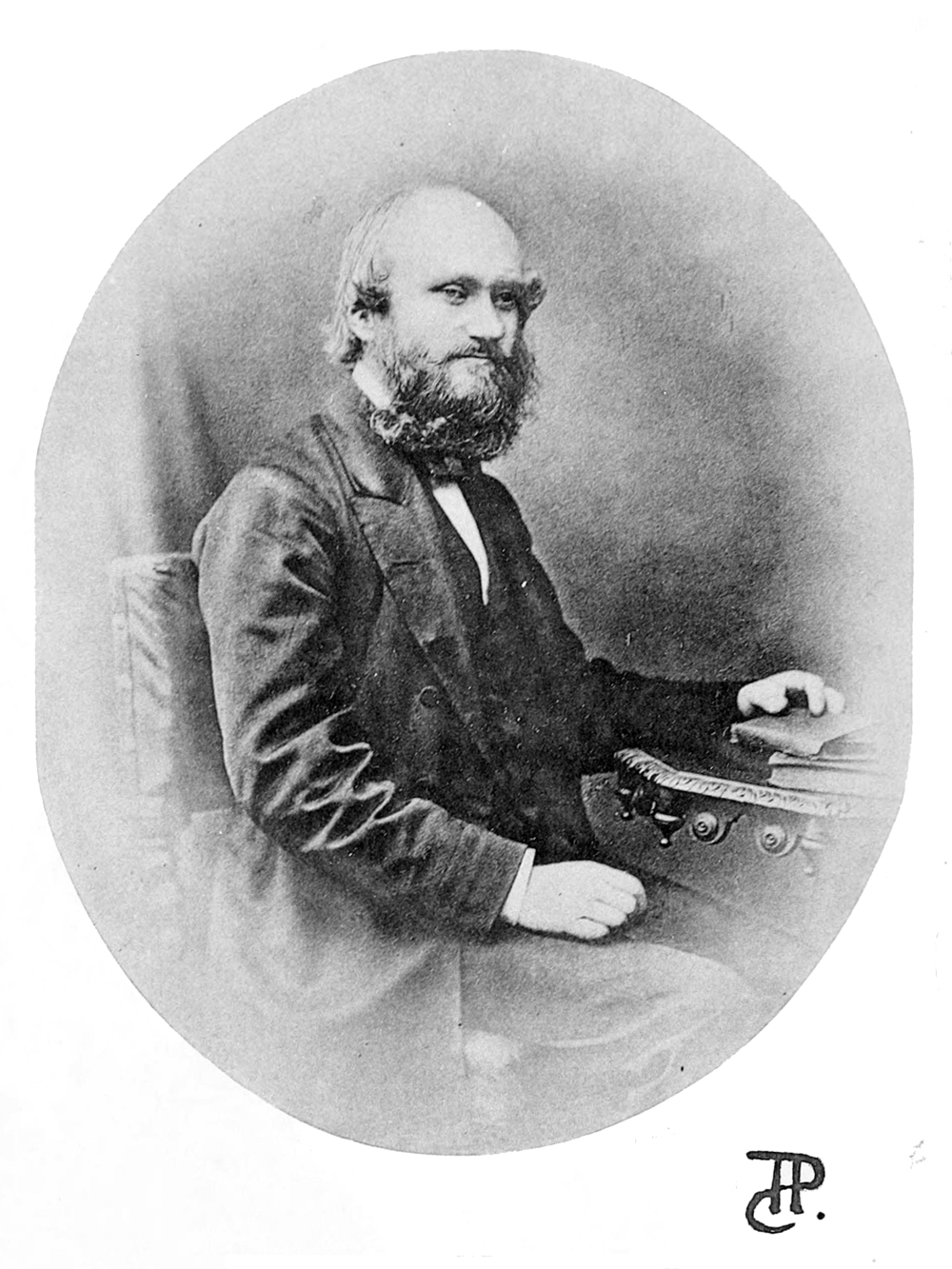
Philip Pearsall Carpenter

Philip Pearsall Carpenter (* 4. November 1819 in Bristol; † 24. Mai 1877 in Montreal) war ein britischer Presbyterianer, Sozialreformer und Konchologe.

## Leben und Wirken
Philip Pearsall Carpenter war das jüngste Kind des Schulmeisters und Unitariers Lant Carpenter (1780–1840) und dessen Frau Anna († 1856). Zu seinen Geschwistern gehörten die Sozialreformerin und Philanthropistin Mary Carpenter (1807–1877) und der Naturforscher und Physiologe William Benjamin Carpenter. Von 1833 bis 1836 besuchte er das Trinity College in Bristol und anschließend bis 1840 das Manchester College in York. 1841 graduierte Carpenter an der University of London als B.A. Im selben Jahr wurde er presbyterianischer Pfarrer in Stand (Lancashire). 1846 wechselte Carpenter zu einer Gemeinde in Warrington, für die er bis 1861 tätig war.
1855 entdeckte Carpenter bei einem Händler in Liverpool eine umfangreiche Muschelsammlung des kürzlich verstorbenen, belgischen Naturforschers Frederick Reigen, die dieser im mexikanischen Mazatlán zusammengetragen hatte. Carpenter erwarb die 14 Tonnen schwere unbearbeitete Sammlung für 50 Pfund. Die folgenden Jahre beschäftigte er sich mit der Aufarbeitung dieser Sammlung. Ein erster umfangreicher Artikel erschien im Bericht der British Association for the Advancement of Science von 1856. Der 1857 erschienene Katalog enthielt unter anderem die Erstbeschreibung der zur Familie der Miesmuscheln (Mytilidae) gehörenden Untergattung Leiosolenus. Zwei Jahre später reiste er in die Vereinigten Staaten um die Muschelsammlung der Smithsonian Institution zu klassifizieren.
Am 1. Oktober 1860 heiratete er die aus Hamburg stammende Minna Meyer. Mit einem in den Vereinigten Staaten adoptieren Sohn ließen sie sich 1865 in Montreal nieder. Philip Pearsall Carpenter starb an Typhus und hinterließ seine umfangreiche Muschel-Sammlung dem McGill College.

## Schriften (Auswahl)
- Description of (supposed) new species and varieties of shells, from the Californian and west Mexican coasts, principally in the collection of Hugh Cuming. In: Proceedings of the Zoological Society of London. Teil 23, 1855, S. 228–235 (online)
- Catalogue of the collection of Mazatlan shells in the British Museum. Collected by Frederick Reigen, described by Philip P. Carpenter. 2 Bände. London 1857 (online).
- The mollusks of western North America embracing the second report made to the British Association on this subject, with other papers, reprinted by permission, with a general index. Smithsonian miscellaneous collections, Band 252, Smithsonian Institution, Washington 1872 (online).
- Russell Lant Carpenter (Hrsg.): Memoirs of the Life and Work of Philip Pearsall Carpenter: Chiefly Derived from His Letters. 2. Auflage. C. Kegan Paul & Co., London 1880 (online). 1. Auflage: 1879.